# Gran Premio de Suecia de Motociclismo de 1981
El Gran Premio de Suecia de Motociclismo de 1981 fue la decimotercera prueba de la temporada 1981 del Campeonato Mundial de Motociclismo. El Gran Premio se disputó el 16 de agosto de 1981 en el Circuito de Anderstorp.

## Resultados 500cc
El italiano Marco Lucchinelli se proclama campeón del mundo de 500cc. El piloto de Suzuki tan solo necesitó ser noveno para sumar los dos puntos que le harían campeón. La victoria fue para el británico Barry Sheene que suma su sexta victoria consecutiva en este Gran Premio.
| Pos.     | Piloto              | Moto       | Tiempo      | Pts. |
| -------- | ------------------- | ---------- | ----------- | ---- |
| 1        | Barry Sheene        | Yamaha     | 55.24.04    | 15   |
| 2        | Boet van Dulmen     | Yamaha     | 55.25.26    | 12   |
| 3        | Jack Middelburg     | Suzuki     | 56.02.56    | 10   |
| 4        | Kork Ballington     | Kawasaki   | 56.14.53    | 8    |
| 5        | Graeme Crosby       | Suzuki     | 56.15.33    | 6    |
| 6        | Marc Fontan         | Yamaha     | 56.20.14    | 5    |
| 7        | Franco Uncini       | Suzuki     | 56.20.47    | 4    |
| 8        | Seppo Rossi         | Suzuki     | 56.21.07    | 3    |
| 9        | Marco Lucchinelli   | Suzuki     | 56.44.53    | 2    |
| 10       | Bernard Fau         | Suzuki     | 56.47.36    | 1    |
| 11       | Graziano Rossi      | Suzuki     | +1 Vuelta   |      |
| 12       | Lars Johansson      | Suzuki     | +1 Vuelta   |      |
| 13       | Randy Mamola        | Suzuki     | +1 Vuelta   |      |
| 14       | Børge Nielsen       | Lombardini | +1 Vuelta   |      |
| 15       | Steve Parrish       | Yamaha     | +1 Vuelta   |      |
| 16       | Sergio Pellandini   | Suzuki     | +1 Vuelta   |      |
| 17       | Philippe Coulon     | Suzuki     | +2 Vueltas  |      |
| 18       | Kimmo Kopra         | Suzuki     | + 2 Vueltas |      |
| 19       | Åke Grahn           | Yamaha     | + 2 Vueltas |      |
| 20       | Alain Röthlisberger | Suzuki     | + 3 Vueltas |      |
| 21       | Peter Sköld         | Suzuki     | + 3 Vueltas |      |
| 22       | Peter Sjöström      | Suzuki     | + 9 Vueltas |      |
| Ret      | Kenny Roberts       | Yamaha     | Ret         |      |
| Ret      | Bengt Slydal        | Suzuki     | Ret         |      |
| Ret      | Michel Frutschi     | Yamaha     | Ret         |      |
| Ret      | Christian Sarron    | Yamaha     | Ret         |      |
| Ret      | Gianni Rolando      | Lombardini | Ret         |      |
| Ret      | Giovanni Pelletier  | Morbidelli | Ret         |      |
| Ret      | Sadao Asami         | Yamaha     | Ret         |      |
| Ret      | Guido Paci          | Yamaha     | Ret         |      |
| DNQ      | Timo Pohjola        | Suzuki     | DNQ         |      |
| DNQ      | Franck Gross        | Suzuki     | DNQ         |      |
| DNQ      | Lennart Backstrom   | Suzuki     | DNQ         |      |
| Sources: |                     |            |             |      |

## Resultados 250cc
En la carrera de 250 cc, enésima victoria del año para el piloto alemán Anton Mang, la novena de las once carreras que se han disputado de esta categoría, con la pole position y la vuelta rápida en su bolsillo. A sus espaldas llegaron el suizo Roland Freymond y el francés Jean-François Baldé.
| Pos. | Piloto                 | Moto         | Tiempo     | Pts. |
| ---- | ---------------------- | ------------ | ---------- | ---- |
| 1    | Anton Mang             | Kawasaki     | 43.59.23   | 15   |
| 2    | Roland Freymond        | Ad Majora    | 44.15.27   | 12   |
| 3    | Jean-François Baldé    | Kawasaki     | 44.18.32   | 10   |
| 4    | Jean-Louis Guignabodet | Kawasaki     | 44.29.18   | 8    |
| 5    | Jean-Louis Tournadre   | Yamaha       | 44.32.41   | 6    |
| 6    | Christian Estrosi      | Pernod       | 44.33.14   | 5    |
| 7    | Martin Wimmer          | Yamaha       | 44.33.38   | 4    |
| 8    | Didier de Radiguès     | Yamaha       | 44.39.26   | 3    |
| 9    | Richard Schlachter     | Yamaha       | 44.55.04   | 2    |
| 10   | Bengt Elgh             | Yamaha       | 45.05.03   | 1    |
| 11   | Jean-Marc Toffolo      | Rotax        | 45.15.39   |      |
| 12   | Alan North             | Yamaha       | 45.21.42   |      |
| 13   | Eero Hyvärinen         | Yamaha       | 45.24.27   |      |
| 14   | Franco Marchegiani     | MBA          | 45.29.21   |      |
| 15   | Frédérigue Duval       | Yamaha       | 45.41.03   |      |
| 16   | Peter Linden           | Yamaha       | 45.46.54   |      |
| 17   | Göran Tunhage          | Yamaha       | + 1 Vuelta |      |
| 18   | Karl-Thomas Grässel    | Yamaha       | + 1 Vuelta |      |
| 19   | Hervé Guilleux         | Rotax        | + 1 Vuelta |      |
| 20   | Tony Head              | Rotax        | + 1 Vuelta |      |
| 21   | Bruno Lüscher          | Yamaha       |            |      |
| Ret  | Patrick Fernandez      | Yamaha       | Ret        |      |
| Ret  | Pierre Bolle           | Yamaha       | Ret        |      |
| Ret  | André Gouin            | Yamaha       | Ret        |      |
| Ret  | Paolo Ferretti         | Ad Majora    | Ret        |      |
| Ret  | Per-Olof Ogeborn       | Kentaco      | Ret        |      |
| Ret  | Gerhard Singer         | Yamaha       | Ret        |      |
| Ret  | Jan Bäckström          | Yamaha       | Ret        |      |
| Ret  | Eilert Lundstedt       | Yamaha       | Ret        |      |
| Ret  | August Auinger         | Rotax        | Ret        |      |
| DNQ  | Peter Vorhulsdonk      | Rotax        | DNQ        |      |
| DNQ  | Jacques Bolle          | Yamaha       | DNQ        |      |
| DNQ  | Per-Edvard Carlsson    | Rotax        | DNQ        |      |
| DNQ  | Greame Geddes          | Yamaha       | DNQ        |      |
| DNQ  | Leif Nielsen           | Bakker Rotax | DNQ        |      |
| DNQ  | Pekka Nurmi            | Yamaha       | DNQ        |      |
| DNQ  | Hans Müller            | Yamaha       | DNQ        |      |
| DNQ  | Roger Sibille          | Yamaha       | DNQ        |      |

## Resultados 125cc
En el octavo de litro, ausente el campeón del mundo Ángel Nieto, se impuso el también español Ricardo Tormo mientras que el francés Guy Bertin y el venezolano Ivan Palazzese fueron segundo y tercero respectivamente.
| Pos. | Piloto              | Moto       | Tiempo     | Pts. |
| ---- | ------------------- | ---------- | ---------- | ---- |
| 1    | Ricardo Tormo       | Sanvenero  | 47.19.22   | 15   |
| 2    | Guy Bertin          | Sanvenero  | 47.46.35   | 12   |
| 3    | Iván Palazzese      | MBA        | 47.51.31   | 10   |
| 4    | Pier Paolo Bianchi  | MBA        | 48.15.18   | 8    |
| 5    | Loris Reggiani      | Minarelli  | 48.48.38   | 6    |
| 6    | Anton Straver       | MBA        | 48.52.13   | 5    |
| 7    | Hugo Vignetti       | MBA        | 48.56.12   | 4    |
| 8    | Hans Müller         | MBA        | 49.08.29   | 3    |
| 9    | Johnny Wickström    | MBA        | 49.12.36   | 2    |
| 10   | Erich Klein         | MBA        | 49.13.16   | 1    |
| 11   | Stefan Janssen      | MBA        | + 1 Vuelta |      |
| 12   | Frédéric Michel     | MBA        | + 1 Vuelta |      |
| 13   | Boy van Erp         | MBA        | + 1 Vuelta |      |
| 14   | Thierry Noblesse    | MBA        | + 1 Vuelta |      |
| 15   | Håkan Olsson        | Starol     | + 1 Vuelta |      |
| 16   | Lucio Pietroniro    | MBA        | + 1 Vuelta |      |
| 17   | Alex Bedford        | Honda      | + 1 Vuelta |      |
| 18   | Tore Alexandersson  | MBA        | + 1 Vuelta |      |
| 19   | Yves Dupont         | MBA        | + 1 Vuelta |      |
| Ret  | Henry Riedel        | MBA        | Ret        |      |
| Ret  | Per Larsen          | MBA        | Ret        |      |
| Ret  | Jan Bäckström       | MBA        | Ret        |      |
| Ret  | Ilkka Jaakkola      | MBA        | Ret        |      |
| Ret  | Jean-Claude Selini  | MBA        | Ret        |      |
| Ret  | Maurizio Vitali     | MBA        | Ret        |      |
| Ret  | Per-Edvard Carlsson | MBA        | Ret        |      |
| Ret  | Alfred Waibel       | MBA        | Ret        |      |
| Ret  | Willy Pérez         | MBA        | Ret        |      |
| Ret  | Michel Galbit       | MBA        | Ret        |      |
| Ret  | Jacques Bolle       | Motobécane | Ret        |      |
| DNS  | Reiner Koster       | MBA        | DNS        |      |
| DNQ  | Jacques Hutteau     | MBA        | DNQ        |      |
| DNQ  | Mikael Nielsen      | Morbidelli | DNQ        |      |
| DNQ  | Jan-Erik Örtgard    | Morbidelli | DNQ        |      |